# Józef Antoni Beaupré
Józef Antoni Beaupré (ur. 10 maja 1800 we wsi Gwoźdźce w pow. kołomyjskim, zm. 21 sierpnia 1872 w Krzemieńcu) – polski lekarz, przyjaciel Juliusza Słowackiego. 
Ukończył w 1824 roku Liceum Krzemienieckie i w 1829 roku wydział medyczny Uniwersytetu Wileńskiego. 
Za działalność patriotyczną był dwukrotnie zsyłany – pierwszy raz w 1831 roku do Kurska, drugi raz w 1839 roku za udział w sprzysiężeniu Konarskiego do Tobolska, a stąd do kopalń nerczyńskich. Jako pierwszy wprowadził podobno nieznaną dotąd na Syberii uprawę pszenicy. Po amnestii w 1857 roku osiadł w Krzemieńcu. 
Jego rękopiśmienny pamiętnik, jak również korespondencja, znajdowały się w posiadaniu rodziny. 
Jego synem był Antoni Beaupré (1860–1937), dziennikarz.